# Montverdun
Montverdun település Franciaországban, Loire megyében. Lakosainak száma 1287 fő (2022. január 1.). Montverdun Chalain-d’Uzore, Marcilly-le-Châtel, Marcoux, Mornand-en-Forez, Poncins, Sainte-Agathe-la-Bouteresse, Saint-Étienne-le-Molard, Saint-Paul-d’Uzore és Trelins községekkel határos.

## Népesség
A település népességének változása:
| Lakosok száma | 605  | 613  | 698  | 947  | 1235 | 1273 | 1381 | 1393 | 1358 | 1287 |
|               | 1968 | 1982 | 1990 | 2006 | 2013 | 2015 | 2017 | 2019 | 2020 | 2022 |